# Gran Premio La Torre
Le Gran Premio La Torre est une course cycliste italienne disputée au mois de février à La Torre, frazione de la commune de la Fucecchio (Toscane). Créée en 1949,, elle fait partie du calendrier de la Fédération cycliste italienne en catégorie 1.19.
Le Grand Prix est organisé chaque année depuis 1966 et compte parmi ses lauréats des cyclistes réputés comme Michele Bartoli (1990) ou Rinaldo Nocentini (1996). Il se déroule sur un parcours vallonné.

## Palmarès
| Année     | Vainqueur              | Deuxième                   | Troisième                   |
| --------- | ---------------------- | -------------------------- | --------------------------- |
| 1949      | Enzo Cinelli           | Ivano Cecconi              | Enzo Donati                 |
| 1950      | Athos Rossi            | Silvio Ciampini            | Silvano Nieri               |
| 1951      | Fabio Pippi            | Giorgio Campigli           | Athos Rossi                 |
| 1952-1965 | non disputé            | non disputé                | non disputé                 |
| 1966      | Mario Montanari        | Primo Franchini            | Marcello Soldi              |
| 1967      | Alberto Bitossi        | Enzo Rossi                 | Carlo Baglini               |
| 1968      | Nillo Pastine          | Renato Maestrini           | Marcello Luciani            |
| 1969      | Loris Vignolini        | Renato Maestrini           | Fabio Del Bino              |
| 1970      | Giovanbattista Casotti | Marcello Osler             | Francesco Zaneni            |
| 1971      | Sergio Guerrini        | Marcello Osler             | Giovanni Varini             |
| 1972      | Bruce Biddle           | L. Maestri                 | Armando Montagni            |
| 1973      | Graziano Bartoli       | Leopoldo Cecconi           | Alesssandro Turini          |
| 1974      | Eliseo Malanca         | Sergio Guerrini            | Claudio Toselli             |
| 1975      | Marcello Caponi        | Fiorentino Porrino         | Rosario Muscaiona           |
| 1976      | Graziano Salvietti     | Walter Santeroni           | Giovanni Buonamici          |
| 1977      | Ivano Maffei           | Pierangelo Morelli         | Guido Bosi                  |
| 1978      | Alessandro Pozzi       | Cesare Sartini             | Mauro Paolini               |
| 1979      | Enrico Pastore         | Daniele Follani            | Enrico Maestrelli           |
| 1980      | Massimo Fabbrini       | Pedro Caino (en)           | Renato Pastore              |
| 1981      | Stefano Massaglia      | Ezio Baglioni              | Alessandro Biasci           |
| 1982      | Luca Spinelli          | Massimo Capocchi           | Massimo Cerruti             |
| 1983      | Salvatore Caruso       | Roberto Ciampi             | Adriano Gemelli             |
| 1984      | Fabio Patuelli         | Juri Naldi                 | Alessandro Giannelli        |
| 1985      | Riccardo Lisi          | Rolf Sørensen              | Silvano Ciampi              |
| 1986      | Roberto Ciampi         | Eddie Salas (en)           | Andrea Michelucci           |
| 1987      | Antonio Mazzon         | Giovanni Farina            | Antonio Fanelli             |
| 1988      | Enrico Pezzetti        | Giovanni Scatà             | Massimiliano Lunardini      |
| 1989      | Leonardo Canciani      | Maurizio De Pasquale       | Fausto Sassi                |
| 1990      | Michele Bartoli        | Davide Tinivella           | Riccardo Biagini            |
| 1991      | Luca Magrotti          | Elio Aggiano               | Riccardo Biagini            |
| 1992      | Luca Scinto            | Alessandro Baronti         | Paolo Fornaciari            |
| 1993      | Marco Tassinari        | Nicola Castaldo            | Simone Capaccioli           |
| 1994      | Massimo Monti          | Cristiano Mancini          | Mirko Ragoni                |
| 1995      | Michele Ferti          | Alessio Benedetti          | Guido Trentin               |
| 1996      | Rinaldo Nocentini      | Danilo Di Luca             | Manuele Scali               |
| 1997      | Massimo Sorice         | Carmelo Maurici            | Rinaldo Nocentini           |
| 1998      | Mario Foschetti        | Mirko Lauria               | Dimitri Pavi Degl'Innocenti |
| 1999      | Massimo Sorice         | Ivan Fanelli               | Cristian Sambi              |
| 2000      | David Sipocz           | Pasquale Muto              | Alessandro Borraccino       |
| 2001      | Alessandro Del Sarto   | Luca Baa                   | Roman Luhovyy               |
| 2002      | Mario Russo            | Gaetano Del Prete          | Francesco Mannucci          |
| 2003      | Daniele Di Nucci       | Fabio Borghesi             | Emanuele Rizza              |
| 2004      | Andrea Liverani        | Błażej Janiaczyk           | Matteo Alvisi               |
| 2005      | Alex Cano              | Alessandro Formentelli     | Emanuele Rizza              |
| 2006      | Davide Bonuccelli (de) | Teddy Turini               | Eugenio Loria               |
| 2007      | Vladimir Autka         | Marco Stefani              | Giuseppe Di Salvo           |
| 2008      | Roberto Cesaro (de)    | Enrico Montanari           | Luca Tosti                  |
| 2009      | Pierpaolo De Negri     | Mariano Fichera            | Alexander Serebryakov       |
| 2010      | Antonio Santoro        | Elia Favilli               | Maksym Averin               |
| 2011      | Michel Fruzzetti       | Nicolas Francesconi        | Luigi Miletta               |
| 2012      | Nicola Testi           | Francesco Manuel Bongiorno | Ivan Balykin                |
| 2013      | Stefano Verona         | Alberto Bettiol            | Leonardo Moggio             |
| 2014      | Mirko Trosino          | Angelo Raffaele            | Michele Viola               |
| 2015      | Davide Martinelli      | Marco Corrà                | Alex Turrin                 |
| 2016      | Marco Corrà            | Angelo Raffaele            | Simone Bernardini (en)      |
| 2017      | Federico Burchio       | Daniel Savini              | Federico Sartor             |
| 2018      | Alessandro Covi        | Roberto Burbi              | Filippo Rocchetti           |
| 2019      | Samuele Battistella    | Filippo Fiorelli           | Leonardo Tortomasi          |
| 2020      | Leonardo Marchiori     | Michele Gazzoli            | Tommaso Nencini             |
| 2021      | Gabriele Benedetti     | Michele Corradini          | Andrea Colnaghi             |
| 2022      | Nicolò Buratti         | Mattia Petrucci            | Davide De Cassan            |
| 2023      | Immanuel D'Aniello     | Matteo Milan               | Edoardo Zamperini           |
| 2024      | Federico Guzzo         | Matteo Zurlo               | Giovanni Zordan             |
| 2025      | Riccardo Lorello       | Matteo Regnanti            | Stefano Leali               |